# Fabián Morales
Fabián Morales (Armenia, Quindío, Colombia; 24 de octubre de 1978) es un exfutbolista colombiano. Jugaba de defensa.

## Clubes
| Club                 | País     | Año         |
| -------------------- | -------- | ----------- |
| Deportes Quindío     | Colombia | 2000 - 2001 |
| Deportivo Pasto      | Colombia | 2002        |
| Deportes Quindío     | Colombia | 2002 - 2007 |
| Deportivo Pasto      | Colombia | 2008        |
| Atlético Bucaramanga | Colombia | 2008        |
| Deportivo Pereira    | Colombia | 2009 - 2010 |
| América de Cali      | Colombia | 2010 - 2011 |
| Deportes Quindío     | Colombia | 2013        |